# Чемпіонат України з футболу серед жінок 2025—2026: перша ліга
Чемпіонат першої ліги України з футболу 2025—2026 року серед жінок — 16-й чемпіонат першої ліги України з футболу, що проводиться серед жіночих колективів.
Змагання проходять в два етапи. На першому команди було розбито на дві групи за територіальною ознакою, а на другому етапі по дві найкращих команди з кожної групи змагаються між собою на стадії плей-оф.

## Регламент змагань
У змаганнях беруть участь 16 команд. Змагання проходять у два етапи:
Груповий етап. Чемпіонат першої ліги проводиться у два кола за коловою системою — на своєму полі та на полі суперника у двох групах А та Б.
Фінальний етап. По дві кращі команди з групи «А» і «Б» виходять до стадії плей-оф за визначення призерів Першої ліги: півфінальні матчі (А1-Б2, Б1-А2), згодом фінал та матч за 3 місце.
У випадку, якщо декілька команд набрали однакову кількість очок, місця у турнірній таблиці визначаються за такими критеріями:
1. Більша кількість набраних очок в особистих зустрічах між цими командами.
2. Краща різниця забитих і пропущених м’ячів в особистих зустрічах.
3. Більша кількість забитих м’ячів в особистих зустрічах.
4. Краща різниця забитих і пропущених м’ячів в усіх матчах.
5. Більша кількість забитих м’ячів в усіх матчах.

## Учасники
Група А
| Команда                | Населений пункт  | Стадіон                            |
| ---------------------- | ---------------- | ---------------------------------- |
| Володимирський ліцей   | Володимир        | «Олімп»                            |
| ДЮСШ № 1               | Хмельницький     | «Поділля» ДЮСШ № 1                 |
| «Минай»                | с. Минай         | «Минай-Арена» «Авангард» (Ужгород) |
| «Надбужжя»             | Буськ            | Буської ДЮСШ                       |
| «Погорина»             | Костопіль        | «Колос»                            |
| «Прикарпаття-ДЮСШ № 3» | Івано-Франківськ | «Рух»                              |
| «Рух»                  | Львів            | НТБ «Рух»                          |
| «Янтарочка»            | Новояворівськ    | стадіон імені Олега Русина         |

Група Б
| Команда                 | Населений пункт | Стадіон                                                        |
| ----------------------- | --------------- | -------------------------------------------------------------- |
| «Атекс»                 | Київ            | «Русанівець»                                                   |
| ДЮСШ «Поділ»            | Київ            | «Поділ-Арена» «Темп»                                           |
| «Жайвір»                | Шпола           | «ЛНЗ-Арена» (с. Лебедин)                                       |
| Житомирський ліцей      | Житомир         | «Спартак-Арена»                                                |
| «Лідер»                 | Кобеляки        | «Колос»                                                        |
| «Маріуполь»             | Маріуполь       | «Темп» (Київ) «Русанівець» (Київ) ОФК ім. І. Піддубного (Київ) |
| «Металіст 1925» (дубль) | Харків          | «Арсенал-Арена» (Щасливе) «Колос» (Бориспіль)                  |
| «Юність»                | Чернігів        | «Юність»                                                       |

## Перший етап

### Група А

#### Турнірна таблиця
| М | Команда                | І | В | Н | П | РМ  | О |
| - | ---------------------- | - | - | - | - | --- | - |
| 1 | «Минай»                | 0 | 0 | 0 | 0 | 0−0 | 0 |
| 2 | «Погорина»             | 0 | 0 | 0 | 0 | 0−0 | 0 |
| 3 | ДЮСШ № 1               | 0 | 0 | 0 | 0 | 0−0 | 0 |
| 4 | «Надбужжя»             | 0 | 0 | 0 | 0 | 0−0 | 0 |
| 5 | «Прикарпаття ДЮСШ № 3» | 0 | 0 | 0 | 0 | 0−0 | 0 |
| 6 | «Рух»                  | 0 | 0 | 0 | 0 | 0−0 | 0 |
| 7 | «Янтарочка»            | 0 | 0 | 0 | 0 | 0−0 | 0 |
| 8 | Володимирський ліцей   | 0 | 0 | 0 | 0 | 0−0 | 0 |

### Група Б

#### Турнірна таблиця
| М | Команда                 | І | В | Н | П | РМ  | О |
| - | ----------------------- | - | - | - | - | --- | - |
| 1 | «Юність»                | 0 | 0 | 0 | 0 | 0−0 | 0 |
| 2 | «Маріуполь»             | 0 | 0 | 0 | 0 | 0−0 | 0 |
| 3 | «Атекс»                 | 0 | 0 | 0 | 0 | 0−0 | 0 |
| 4 | «Лідер»                 | 0 | 0 | 0 | 0 | 0−0 | 0 |
| 5 | ДЮСШ «Поділ»            | 0 | 0 | 0 | 0 | 0−0 | 0 |
| 6 | «Жайвір»                | 0 | 0 | 0 | 0 | 0−0 | 0 |
| 7 | «Металіст 1925» (дубль) | 0 | 0 | 0 | 0 | 0−0 | 0 |
| 8 | Житомирський ліцей      | 0 | 0 | 0 | 0 | 0−0 | 0 |